# Icones Plantarum Rariorum Horti Regii Botanici Berolinensis
Icones Plantarum Rariorum Horti Regii Botanici Berolinensis (abreviado Icon. Pl. Rar. (Link & Otto)) es un libro con ilustraciones y descripciones botánicas que fue escrito por el médico, biólogo y botánico holandés Nikolaus Joseph von Jacquin conjuntamente con Christoph Friedrich Otto y ayudado por Johann Friedrich Klotzsch (1805-1860) (conservador del Jardín botánico de 1841 a 1844). Fue publicado en Berlín en 8 partes en con el nombre de Icones Plantarum Rariorum Horti Regii Botanici Berolinensis cum descriptionibus et colendi ratione...Erster Band. (Ilustraciones de plantas raras del Jardín botánico de Berlín).

## Publicación
- Parte nº 1: 1-12, plates 1-6, Jan-Jun 1828;
- Parte nº 2: 13-24, pl. 7-12, Jul-Dec 1828;
- Parte nº 3: 25-36, pl. 13-18, Jul-Dec 1828;
- Parte nº 4: 37-48, pl. 19-24, May 1829;
- Parte nº 5: 49-60, pl. 25-29, Dec 1829;
- Parte nº 6: 61-72, pl. 30-36, Jan-Mar 1830;
- Parte nº 7-8: 73-96, pl. 37-48, Jul-Dec 1831.